# Theater Heerlen
Theater Heerlen, vroeger Stadsschouwburg Heerlen, is het grootste theater van de Nederlandse stad Heerlen en Parkstad Limburg en maakt sinds 1999 samen met het Theater Kerkrade in Kerkrade deel uit van de groep Parkstad Limburg Theaters. Beide theaters hebben één programmering, die over de gebouwen wordt verdeeld.
In het voorjaar van 2007 heropende het theater – oorspronkelijk door Frits Peutz ontworpen en in 1961 geopend – zijn deuren, na een verbouwing van drie jaar. Theater Heerlen beschikt nu over een grote zaal (RABOzaal), een kleine zaal (INGzaal) en een middenzaal (LIMBURGzaal). Het theater werkt onder andere samen met de Stichting Cultura Nova, die jaarlijks het tiendaagse grensoverschrijdende zomerfestival Cultura Nova organiseert, dat namelijk onder andere in de omgeving van Aken plaatsvindt.
Theater Heerlen telt drie zalen met een capaciteit van respectievelijk 1103 (RABOzaal), 362 (LIMBURGzaal) en 142 (INGzaal) zitplaatsen. Daarnaast heeft de LIMBURGzaal een capaciteit van 1350 staanplaatsen.
De RABOzaal is, met zijn capaciteit van 1103 zitplaatsen, de grootste theaterzaal van Limburg.

## Fotogalerij

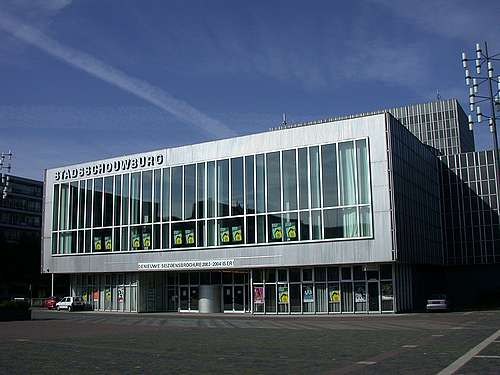
Theater Heerlen in 2005. Destijds nog als Stadsschouwburg Heerlen.
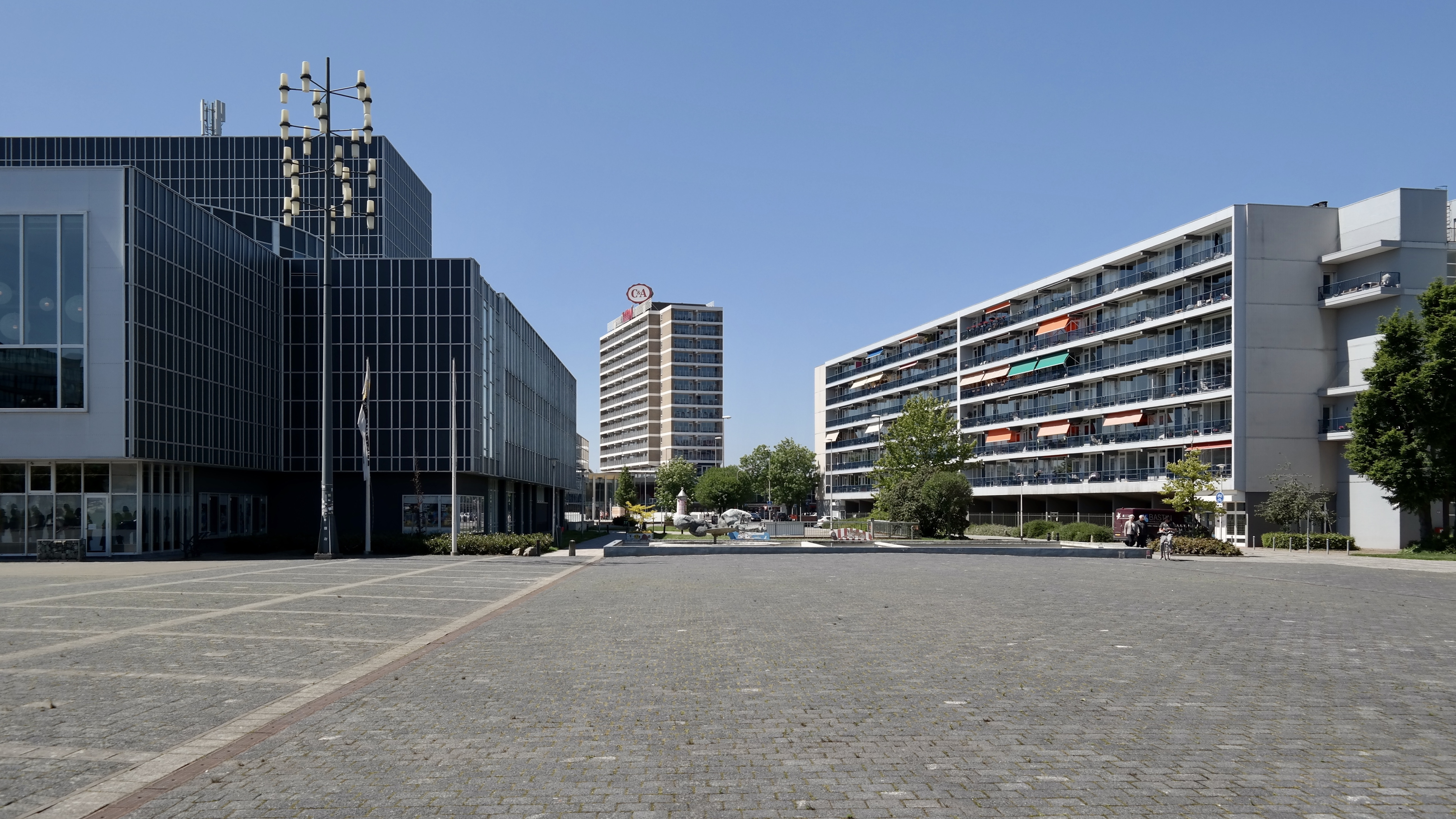
Het theater (links) te midden van het moderne centrum van Heerlen
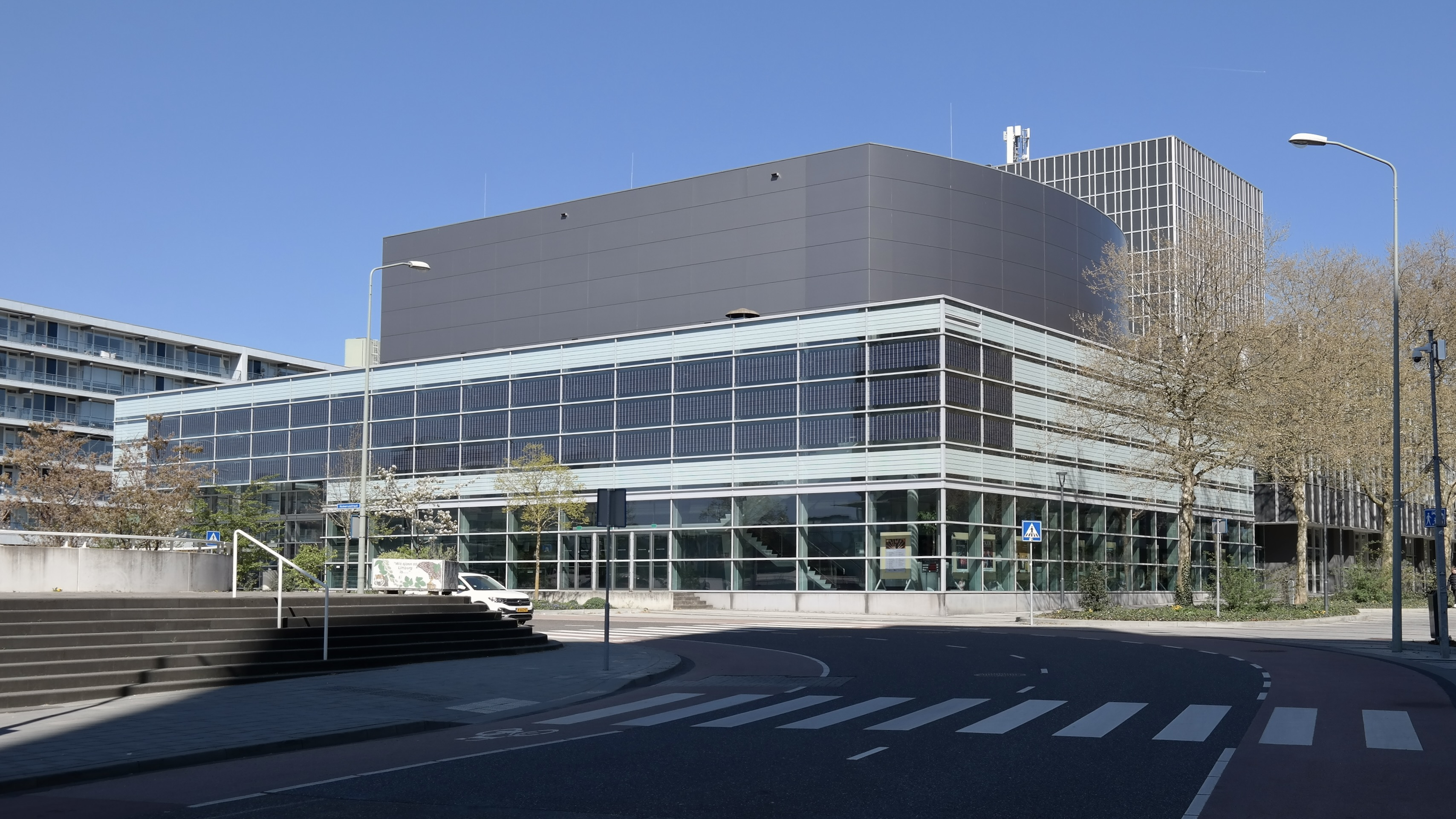
Zuidwestzijde met nieuwbouw